# 満仲由紀子
満仲 由紀子（まんなか ゆきこ、1976年12月6日 - ）は、日本の女性声優、ナレーター。三重県久居市（現：津市）出身。青二プロダクション所属。

## 来歴
元々内気だが、出たがりという性格で芝居は好きだったという。
中学3年生の時ににテレビアニメ『ドラゴンボール』に熱中したのがきっかけで、職業としての声優に興味を持つ。同時に芝居に興味もあったようで、友人と一緒にコンテストに応募したり、高校時代は演劇部に所属し舞台に立ったりするほど、魅力を感じていたという。その部では満仲が身長が一番大きく演じたかった役を演じてもらなかったこと、その度に芝居や声優に魅力を感じて、「声優になってやる!!」と思ったという。
家政科の高校の出身。青二塾東京校第16期生(Aクラス)を経て、声優デビュー。
ゲーム『センチメンタルグラフティ』にて森井夏穂役を担当し、同作のヒロインを務めた12人の声優で結成されたユニットのSGガールズのメンバーとしても活動。
その後はTBS系ワイド情報番組『王様のブランチ』などのテレビのバラエティー番組を中心にナレーターとして活動。和風劇団「声劇和楽団」や青二プロダクション内に設けられた劇団「アトリエ「ん」」に加入し、舞台活動も行っている。

## 人物
趣味は日本舞踊、読書。特技はサルサダンス、ハンドリフレクソロジー、バスケットボール、習字。
免許・資格は日本習字毛筆初等科・中等科師範免許。
好きな車はMR2、レビン。高校2年生の終わり頃に車に興味を持ち始め、その頃からMR2やレビンが好きになった。それまでは全然興味がなく、車の音を「ウルサイなぁ」と思っていたくらいだったという。1997年から2年半位までレビンに乗っていたが、もらい事故により廃車となり、1999年時点ではトレノを愛車として乗っていた。以前はレビンもトレノも同じくらい好きだったが、ある漫画により1999年時点ではトレノが一番好きだという。
好きな言葉は「好き」。
父方の実家は、注文洋服の仕立て屋「満仲洋服店」であった。実家はかつて自転車店「夢さいくる45」を営んでいたが、経営者である父親の健康上の理由で廃業している。
満仲の父親（1953年5月15日 - 2024年3月）は三重県久居市二ノ町（現：三重県津市）出身で、満仲家の長男であった。父親の公式サイトでのハンドルネームは夢追人。父親曰くはっきり覚えてないが、満仲が声優になることを決めていた時は、娘が声優になるために色々努力してた事を知ってたことから「頑張って欲しいなぁ」、「ホントに声優になれれば良い」と思っていたという。満仲の青二塾の入塾時、父親は資金手当ても出さなかったが、段取りを決めるなど猛反対はしていなかったという。父親は「君が後で後悔しないようにしなさい。『お父さんのせいで声優になれなかった』と言われたくないから、頑張れるだけ頑張ったら」といった形で満仲を送り出したという。青二塾の卒業公演の時の満仲は声が小さかったが、それでも父親は感動しており、この辺りから「親バカが始まった」と語る。満仲が青二プロダクションに残れた時も父親は嬉しく思っていたという。
兄と妹がいる。

## 出演
太字はメインキャラクター。

### テレビアニメ
時期不明
- それいけ!アンパンマン（にんちゃん〈初代〉、白もちつきまん〈2代目〉）
- ちびまる子ちゃん（ミキちゃん）

1996年
- 美少女戦士セーラームーンセーラースターズ（ファン）

1997年
- ドラゴンボールGT（女の子）

1998年
- 守護月天!（赤ずきん、アナウンス、女生徒）
- センチメンタルジャーニー（森井夏穂）
- 南海奇皇（中田レポーター）

2000年
- サクラ大戦TV（女性B）

2001年
- ココロ図書館（編集A、メイド、受付）
- まみむめ★もがちょ（もがちょ）

2002年
- おねがい☆ティーチャー（女子生徒）
- 陸上防衛隊まおちゃん（宙ゆり子）

2003年
- グリーングリーン（朽木若葉）
- クレヨンしんちゃん（女子大生）
- スクラップド・プリンセス（コレット）

2004年
- あたしンち（回答者B）

2005年
- 機動新撰組 萌えよ剣 TV（山崎小夜子、女の子）

2006年
- 金色のコルダ〜primo passo〜（宮内弥生）

2015年
- 英国一家、日本を食べる（リスン、エミル）

2019年
- 名探偵コナン（森川つぐみ）

2025年
- 光が死んだ夏（近所のおばさん、脳みそ）

### OVA
- GENERATION OF CHAOS Next 〜誓いのペンダント〜（2002年、ポロ）
- カナリア 〜この想いを歌に乗せて〜（2002年、佐伯綾菜）

### ゲーム
1997年
- ラングリッサーIV（副官エミリー、リスティル）

1998年
- センチメンタルグラフティ（1998年 - 2001年、森井夏穂） - 3作品
- センチメンタルジャーニー（森井夏穂）
- ファーストKiss☆物語（笠原葉子）
- ファーランドオデッセイ 伝説を継ぐ者（シエラ）
- 星の丘学園物語 学園祭（芙蓉瞳）
- みさきアグレッシヴ!（椿優子、紬さより）
- ラングリッサーV 〜The End of Legend〜（エミリー）

1999年
- エレメンタルアーツ
- ゼウスII カルネージハート（ニラーダ・テサワ）

2000年
- カナリア 〜この想いを歌に乗せて〜（佐伯綾菜）
- まみむめ★もがちょのプリントアワー（もがちょ）
- ヘキサムーン・ガーディアンズ（ミューズ）
- 北斗の拳 世紀末救世主伝説（アイリ）

2001年
- Evergreen Avenue（イルミナ）
- グリーングリーン（2001年 - 2003年、朽木若葉） - 3作品
- ドキドキプリティリーグ Lovely Star（早乙女静流）

2002年
- GENERATION OF CHAOS Next 〜失われし絆〜（ポロ）
- Tomak〜Save the Earth〜Love Story（イ・ソヨン / 北条愛美）
- ボクは小さい（ルリ）
- Milky Season（蘭咲礼香）
- ルームメイト・麻美 -おくさまは女子高生-（片倉友理子）

2003年
- GUARDIAN ANGEL（レティーシャ・ナザウィ）
- 夏夢夜話（氷室涼子、シャル）

2004年
- 桜坂消防隊（菊原千鶴）
- センチメンタルプレリュード（森井夏穂）

2005年
- グリーングリーン3 ハローグッバイ（朽木若葉）
- 卒業 Next Graduation（2005年 - 2006年、諏訪優美子） - 2作品

2006年
- 鐘ノ音ダイナティック（朽木若葉）

2009年
- グローランサー（レティシア姫） - PSP版

### 吹き替え

#### 映画
- アウトブレイク（ガヤ）
- 女盗賊プーラン（少女時代のプーラン）
- スパイダーマン（ベティ・ブラント）

### ラジオ
- センチメンタルナイト
- 帰ってきたセンチメンタルナイト
- Onlyセンチメンタルナイト2
- サントリー・サタデー・ウェイティング・バー（村上早樹・2000年 - 2003年に出演）

### ラジオドラマ
- アマチュアたちのM-1グランプリ（主婦 他）

### ドラマCD
- オーバーレブ!（志濃涼子）
- 勝手にレボリューション!（アカシア姫）
- センチメンタルグラフティ各作品（森井夏穂）
- Milky Season 各作品（蘭咲礼香）
- 恋愛カタログ（小倉ユウ）
- レイン オフィシャルガイドブック付録（ロレイン）

### テレビ番組
- TVおじゃマンボウ（バーチャルアナ：真行寺麗子）

### ナレーション
- Asia Navi（旅チャンネル）
- あなたもアーティスト「指1本からはじめる! ピアノでポップスを弾こう」（NHK教育）
- いっぷく!（TBS）
- HKT48トンコツ魔法少女学院（日本テレビ）
- FNNスーパーニュースWEEKEND（フジテレビ、ニュース・特集のナレーション）
- 王様のブランチ（TBS）
- ココリコミラクルタイプ（フジテレビ）
- ココリコミリオン家族（テレビ東京）
- 祝女〜今夜は今夜はホンネで語らせて!SP〜（NHK）
- 聖火のキセキ（NHKBS）
- 世界ゴッタ煮偉人伝（フジテレビ）
- 世界を変える100人の日本人! JAPAN☆ALLSTARS（テレビ東京）
- 仙臺いろは増刊号（仙台放送）
- 第二アサ秘ジャーナル（TBS）
- 超次元タイムボンバー（テレビ朝日）
- 投稿!DO画くん（NHK）
- HaKaTa百貨店（日本テレビ）
- BSコンシェルジュ（NHK）
- プチブランチ（TBS）
- プロ野球SP伝説の好珍プレー一挙公開!!2020（日本テレビ、2020年12月31日）
- 雷波少年（日本テレビ、コーナーナレーション）

### ボイスオーバー
- 世界遺産
- 世界で働くお父さん
- 世界!ニッポン行きたい人応援団

### 舞台・朗読劇
- アトリエ「ん」主催朗読劇「サボテンの花」（宮部みゆき原作） 　＊脚色も兼任
- 声劇和楽団 主宰舞台「ヒルズ De 怪談」（平家の姫君）
- 声劇和楽団 主宰舞台「源氏物語」（夕顔）

### その他コンテンツ
- スタイリッシュキャンディ（エポック社、エミー）